# 에야와디강
에야와디강(버마어: ဧရာဝတီမြစ် 에야와디밋) 혹은 이라와디강(영어: Irrawaddy River)은 미얀마 중앙을 흐르는 강이다.
미얀마에서 가장 중요한 강이며 많은 하항을 가진 수운의 요지이다. 유역 면적은 411,000 km2이고 전체 길이는 2,170 km이다. 최대의 지류는 에야워디 삼각주 중앙부에서 합류하는 친뒨강으로, 미얀마 북동부의 나가 구릉을 수원으로 하고 있다.
에야워디강은 히말라야산맥의 남단에서 발원한 느마이강과 말리강이 꺼친주에서 합류해 형성된다. 이후 미얀마를 북쪽에서 남쪽으로 종단하고, 9개로 나뉘어 광대한 삼각주 지대를 형성하며 안다만해로 흘러든다. 철도나 도로가 정비되기 전의 식민지 시대에는 만덜레로의 길로 불리고 있었다.
어원은 산스크리트어로 코끼리강을 의미하는 airavati로부터 왔다고 추정되고 있다. 1989년에 연방 정부는 이 하천의 로마자 표기를 옛 버마어의 발음에 유래하는 이라와디(Irrawaddy)에서 현대 버마어의 발음에 맞춘 에야워디(Ayeyarwady)로 개칭했다.
강으로부터 이름을 붙인 에야워디돌고래라는 종이 있다.

## 같이 보기
- 라비강